# Dicroglossinae
A Dicroglossinae a kétéltűek (Amphibia) osztályába és  a békák (Anura) rendjébe tartozó  alcsalád. Az alcsalád korábban a valódi békafélékhez (Ranidae) tartozott.

## Rendszerezés
Az alcsaládba az alábbi nemek tartoznak:
- Allopaa Ohler & Dubois, 2006
- Chrysopaa Ohler & Dubois, 2006
- Euphlyctis Fitzinger, 1843
- Fejervarya Bolkay, 1915
- Hoplobatrachus Peters, 1863
- Limnonectes Fitzinger, 1843
- Minervarya Dubois, Ohler, & Biju, 2001
- Nannophrys Günther, 1869
- Nanorana Günther, 1896
- Ombrana Dubois, 1992
- Quasipaa Dubois, 1992
- Sphaerotheca Günther, 1859
- Zakerana Howlader, 2011

## Elterjedése
A családba tartozó fajok Afrikában, Ázsiában és Új-Guineában honosak.